# Линдфорс, Артур
Артур Рихард Линдфорс (фин. Arthur Richard Lindfors; 17 марта 1893 — 21 сентября 1977) — финский борец греко-римского стиля, призёр Олимпийских игр.
Артур Линдфорс родился в 1893 году в Порвоо. В 1918 и 1920 годах выиграл чемпионат Финляндии по греко-римской борьбе.
В 1920 году Артур Линдфорс принял участие в Олимпийских играх в Антверпене где завоевал серебряную медаль. В 1924 году он стал серебряным призёром Олимпийских игр в Париже.